# Barbacenia flava
Barbacenia flava är en enhjärtbladig växtart som beskrevs av Carl Friedrich Philipp von Martius, Schult. och Julius Hermann Schultes. Barbacenia flava ingår i släktet Barbacenia och familjen Velloziaceae.

## Underarter
Arten delas in i följande underarter:
- B. f. flava
- B. f. minor